# Epitafio de Sícilo

Estela de mármol llamada columna de seikilos, con texto y notación musical

El Epitafio de Sícilo es la composición musical completa más antigua que se conserva actualmente. Aunque las Canciones hurritas de la Antigua Mesopotamia son más antiguas, en ese caso se trata de fragmentos y no de composiciones completas. El epitafio data probablemente del siglo I o siglo II d. C., y es parte de una inscripción griega escrita en una columna de mármol puesta sobre la tumba que había hecho construir Sícilo para su esposa Euterpe, cerca de Trales (en Asia Menor), actual ciudad de Aydın, a unos 30 km de la ciudad costera de Éfeso (en Turquía). El autor es anónimo. 

Partitura del epitafio.

## Historia
Fue descubierto en 1883 por William Mitchell Connor Ramsay  en Turquía y conservado en un museo de Esmirna hasta que se perdió durante el Holocausto de Asia Menor (1919-1922), en el que la ciudad de Esmirna fue devastada. Posteriormente se reencontró, desgastada en su base y con la última línea del texto borrada, en poder de una mujer del pueblo que la usaba para apoyar una maceta.                                                                                             
Actualmente se encuentra en el Museo Nacional de Dinamarca, en Copenhague.
Aunque existen algunas tradiciones con notación musical de más antigüedad que el sistema griego, su transcripción es bastante controvertida. Por ejemplo, hay fragmentos de música registrada en tabletas cuneiformes de Nippur, que datan del 2000 a. C., o las Canciones Hurritas de Ugarit que datan del 1400 a. C. 
Todavía se considera a este epitafio de Sícilo como la composición musical más antigua conservada completa de la que se tiene registro.

## El texto

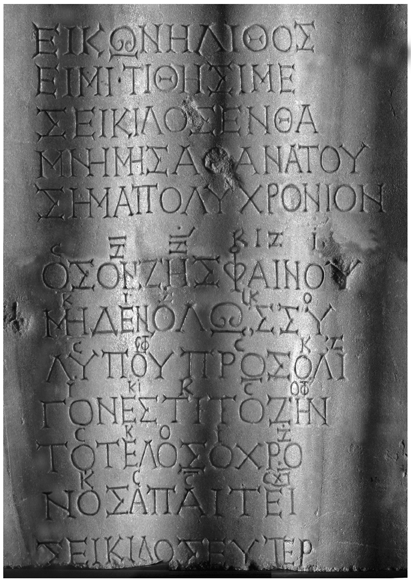
Detalle de la inscripción

La inscripción se divide en tres partes: la descripción, el poema y la dedicatoria. 
| Griego                                                                       | Transliteración fonética                                                         | Español                                                                                            |
| ---------------------------------------------------------------------------- | -------------------------------------------------------------------------------- | -------------------------------------------------------------------------------------------------- |
| ΕΙΚΩΝ Η ΛΙΘΟΣ ΕΙΜΙ. ΤΙΘΗΣΙ ΜΕ ΣΕΙΚΙΛΟΣ ΕΝΘΑ ΜΝΗΜΗΣ ΑΘΑΝΑΤΟΥ ΣΗΜΑ ΠΟΛΥΧΡΟΝΙΟΝ | EIKŌN Ē LITHOS EIMI. TITHĒSI ME SEIKILOS ENTHA MNĒMNĒ ATHANATU SĒMA POLYKHRONION | Soy una imagen de piedra, Sícilo me ha colocado, donde soy, por siempre, señal de eterno recuerdo. |

Poema: El epitafio consta de este texto poético, sobre el que se anota la melodía.
| Griego                                                                                     | Transliteración fonética                                                                   | Español                                                                                               |
| ------------------------------------------------------------------------------------------ | ------------------------------------------------------------------------------------------ | --- |
| Ὅσον ζῇς, φαίνου, μηδὲν ὅλως σὺ λυποῦ· πρὸς ὀλίγον ἐστὶ τὸ ζῆν, τὸ τέλος ὁ xρόνος ἀπαιτεῖ. | Hōson zē̂is faínu mēdèn holōs sỳ lypû· pròs olígon estì tò zē̂n. tò télos o khrónos apaiteî. | Mientras vivas, brilla, no temas nada en absoluto. Que la vida dura poco, y el tiempo exige el final. |

Dedicatoria:
| Griego              | Transliteración fonética | Español           |
| ------------------- | ------------------------ | ----------------- |
| ΣΕΙΚΙΛΟΣ ΕΥΤΕΡΠ[Ηι] | SEIKILOS EUTERP[ēi]      | Sícilo a Euterpe. |

## La música

La melodía del epitafio de Sícilo, escrita en una partitura moderna.

La melodía, escrita en modo frigio en la adaptación escrita e hipofrigio en la reproducción de audio y género diatónico, se desenvuelve en un ámbito de octava justa. La canción es melancólica, clasificada como skolion o ‘canción para beber’.
Se desconoce la velocidad (tempo) de la canción, ya que no está explicada en la notación.

### Aspectos melódicos
Melodía de ámbito estrecho (la distancia entre la nota más grave y la nota más aguda es de una octava), que discurre sobre todo por grados conjuntos (intervalos de segunda y tercera). Entre los saltos melódicos solo puede destacarse el de quinta ascendente con el que se inicia la composición. El ámbito estrecho, la escasez de saltos y la (presumible) utilización de un instrumento para doblar la línea vocal hacen que la interpretación de la melodía no revista complejidad técnica alguna. 
La melodía está dividida en cuatro frases, exactamente iguales en duración (doce tiempos cada una). Todas las frases, excepto la última, terminan con un sonido prolongado, y todas las frases, excepto la primera, pueden considerarse cerradas. 
Relación música-texto
Como es característico de la música de la Antigua Grecia, melodía y texto forman un todo unificado. Cada frase musical coincide con cada uno de los cuatro versos que constituyen la composición literaria. El texto es tratado de manera silábica, aunque se observan algunos pequeños adornos. 
Información adicional
El ethos de la composición es equilibrado y está definido por la especie de octava (armonía) escogida (Frigia). No se pretende, aparentemente, expresar sentimientos de tristeza ni alegría.

### Aspectos rítmicos
El tempo básico, o unidad de duración (chronos protos), es la duración breve, transcrita en notación ortocrónica como corchea. Cada frase musical, y cada verso del poema, están constituidos por 12 chronos protos. 
Los sonidos de la pieza pueden tener tres duraciones: la transcrita como corchea (chronos protos), la transcrita como negra (diseme o dos chronos protos) y la negra con puntillo (triseme chronos protos). 
Las tres últimas frases tienen una construcción rítmica muy similar. 
Modalidad
La composición está construida y organizada según principios modales. Aparecen todos los sonidos de la escala Mi4+Mi5, con fa y do sostenidos. El sonido que aparece con más frecuencia es La4 (ocho apariciones), seguido de Mi5 (seis apariciones). Mi4 es el sonido más grave, que cierra la composición. Está en modo mixolidio actual. 
La importancia del sonido posiblemente viene dada por su carácter de nota central (mese) de los Sistemas Perfectos griegos. Esta posición determinó, no solo un lugar privilegiado en las sistematizaciones teóricas, sino también según Aristóteles, en las composiciones musicales.
Notación
Alfabética, bastante precisa para indicar los parámetros de altura y duración.
Los caracteres alfabéticos determinan la altura de los sonidos. Las indicaciones que aparecen, o no, sobre los caracteres alfabéticos, determinan la duración de los sonidos. Los caracteres que carecen de indicaciones rítmicas equivalen a un chrono protos; el guion horizontal indica una diseme (dos tiempos), y el guion horizontal con un trazo vertical a la derecha, una triseme (tres tiempos)